# Carl Oberbach

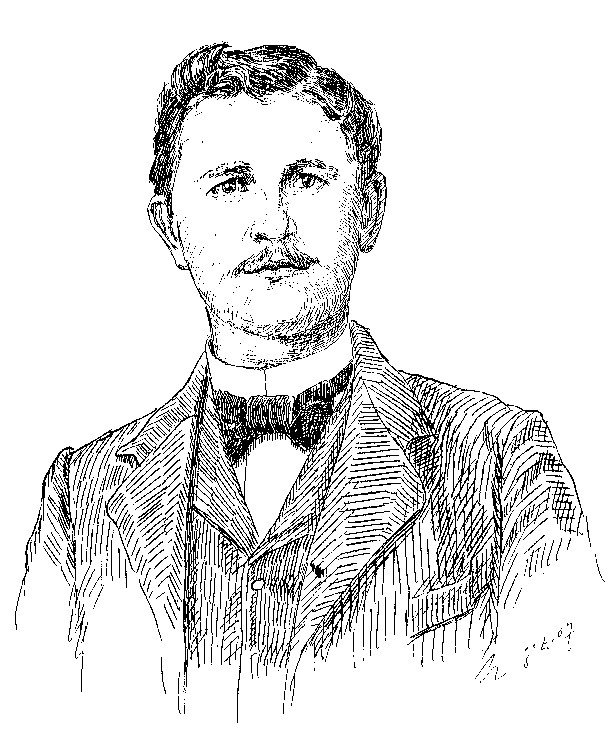
Selbstporträt

Carl Oberbach (* 1869 in Grevenbroich; † 1939 in Grevenbroich) war Ratsmitglied der Stadt Grevenbroich, Beamter der Maschinenfabrik Grevenbroich, Zeichner und Maler.

## Historische Bedeutung
Oberbach schrieb im Laufe seines Lebens eine Chronik, die 1991 als „Chronik der Familie Oberbach“ in den Beiträgen zur Geschichte der Stadt Grevenbroich veröffentlicht werden konnte. Die Chronik ist eine wichtige Quelle für die Geschichte Grevenbroichs im ausgehenden 19. und beginnenden 20. Jahrhundert und in diesem Aussagewert für diesen Zeitraum singulär.

## Auszeichnungen
Entsprechend seiner Bedeutung für die Stadtgeschichte Grevenbroichs wurde in Grevenbroich eine Straße nach ihm benannt.